# Cracosna
Cracosna es un género con tres especies de plantas con flores perteneciente a la familia Gentianaceae.

## Taxonomía
El género fue descrito por  François Gagnepain y publicado en Bulletin de la Société Botanique de France 76: 776. 1929.

## Especies aceptadas
A continuación se brinda un listado de las especies del género Cracosna aceptadas hasta marzo de 2014, ordenadas alfabéticamente. Para cada una se indica el nombre binomial seguido del autor, abreviado según las convenciones y usos.
- Cracosna carinata Dop
- Cracosna gracilis 	(Dop) Thiv
- Cracosna xyridiformis Gagnep.